# Фриман (тауншип, Миннесота)
Фриман (англ. Freeman) — тауншип в округе Фриборн, Миннесота, США. На 2000 год его население составило 528 человек.

## География
По данным Бюро переписи населения США площадь тауншипа составляет 93,0 км², из которых 93,0 км² занимает суша, а 0,1 км² — вода (0,08 %).

## Демография
По данным переписи населения 2000 года здесь находились 528 человек, 204 домохозяйства и 162 семьи.  Плотность населения —  5,7 чел./км².  На территории тауншипа расположено 212 построек со средней плотностью 2,3 построек на один квадратный километр. Расовый состав населения: 99,43 % белых, 0,19 % афроамериканцев и 0,38 % азиатов. Испанцы или латиноамериканцы любой расы составляли 1,33 % от популяции тауншипа.
Из 204 домохозяйств в 31,9 % воспитывались дети до 18 лет, в 70,1 % проживали супружеские пары, в 4,9 % проживали незамужние женщины и в 20,1 % домохозяйств проживали несемейные люди. 16,2 % домохозяйств состояли из одного человека, при том 4,9 % из — одиноких пожилых людей старше 65 лет. Средний размер домохозяйства — 2,59, а семьи — 2,90 человека.
23,3 % населения — младше 18 лет, 5,3 % — в возрасте от 18 до 24 лет, 29,0 % — от 25 до 44, 23,3 % — от 45 до 64, и 19,1 % — старше 65 лет. Средний возраст — 41 год. На каждые 100 женщин приходилось 116,4 мужчин.  На каждые 100 женщин старше 18 приходилось 120,1 мужчин.
Средний годовой доход домохозяйства составлял 42 292 доллара, а средний годовой доход семьи —  44 531 доллар. Средний доход мужчин —  31 625  долларов, в то время как у женщин — 22 500. Доход на душу населения составил 16 813 долларов. За чертой бедности находились 5,2 % семей и 8,9 % всего населения тауншипа, из которых 9,9 % младше 18 и 14,5 % старше 65 лет.